# György Gedó
György Gedó (* 23. dubna 1949, Újpest) je bývalý maďarský amatérský boxer lehké muší váhy. Pochází z židovské rodiny. Vyrůstal v Békéscsabě, od roku 1967 byl členem klubu Vasas Budapešť a trénoval ho Zsigmond Adler.
Zúčastnil se čtyř olympijských her: v roce 1968 vypadl v prvním kole, v roce 1972 se stal olympijským vítězem a v letech 1976 i 1980 skončil ve čtvrtfinále. Na mistrovství Evropy v boxu zvítězil v letech 1969 a 1971 a v roce 1975 skončil třetí. Na mistrovství světa amatérů v boxu byl v roce 1974 čtvrtfinalistou. Získal osm titulů mistra Maďarska v nejlehčí váhové kategorii (1968–1973, 1975 a 1980). V letech 1968 a 1972 byl zvolen maďarským boxerem roku.
Kariéru ukončil v roce 1980 a pracoval jako trenér, zaměstnanec budapešťského Népstadionu a konzultant Maďarské boxerské asociace.